# Coupe de France de football 1986-1987
 (juillet 2018).
Navigation
Coupe de France 1985-1986 Coupe de France 1987-1988
La Coupe de France 1986-1987 était la 70e édition de la coupe de France, et a vu une nouvelle fois les Girondins de Bordeaux l'emporter sur l'Olympique de Marseille en finale, le 10 juin 1987.
Ce fut la troisième Coupe de France remportée par les Girondins de Bordeaux. Les joueurs bordelais conservent ainsi leur titre acquis en 1986.

## Résultats

### Trente-deuxièmes de finale
Les 32es de finale sont disputés sur terrains neutres.
| Division        | Club                         | Score               | Club                   | Division           | Lieu             |
| --------------- | ---------------------------- | ------------------- | ---------------------- | ------------------ | ---------------- |
| Division 1 (D1) | AJ Auxerre                   | 2 - 0               | Chamois niortais FC    | Division 2 (D2)    | Tours            |
| Division 1 (D1) | Toulouse FC                  | 2 - 0               | SC Toulon-Var          | Division 1 (D1)    | Montpellier      |
| Division 1 (D1) | FC Girondins de Bordeaux     | 3 - 1               | RC Paris               | Division 1 (D1)    | Lyon             |
| Division 2 (D2) | AEP Le Bourg-sous-la-Roche   | 4 - 0               | Limoges FC             | Division 2 (D2)    | Saintes          |
| Division 2 (D2) | FC Tours                     | 7 - 0               | GNDR Guipavas          |                    | Brest            |
| Division 1 (D1) | Olympique de Marseille       | 2 - 1               | RC Versailles          | Division 3 (D3)    | Le Mans          |
| Division 2 (D2) | AS Cannes                    | 1 - 0               | GFC Ajaccio            | Division 2 (D2)    | Marignane        |
| Division 2 (D2) | SEC Bastia                   | 2 - 1               | SC Douai               | Division 4 (D4)    | Cambrai          |
| Division 1 (D1) | Brest Armorique FC           | 1 - 1 a.p., 4-2 tab | FC Nantes              | Division 1 (D1)    | Rennes           |
| Division 1 (D1) | Stade lavallois              | 1 - 0               | FC Lorient             | Division 3 (D3)    | Vannes           |
| Division 1 (D1) | RC Lens                      | 3 - 0               | Le Havre AC            | Division 1 (D1)    | Amiens           |
| Division 1 (D1) | Paris Saint-Germain FC       | 2 - 0               | AS Nancy-Lorraine      | Division 1 (D1)    | Épinal           |
| Division 1 (D1) | OGC Nice                     | 1 - 0               | Montpellier PSC        | Division 2 (D2)    | Alès             |
| Division 2 (D2) | FC Mulhouse 1893             | 2 - 1               | FC Sochaux-Montbéliard | Division 1 (D1)    | Strasbourg       |
| Division 1 (D1) | AS Monaco FC                 | 5 - 1               | ES Castres             |                    | Revel            |
| Division 2 (D2) | Stade de Reims               | 2 - 1               | FC Metz                | Division 1 (D1)    | Troyes           |
| Division 1 (D1) | Lille OSC                    | 2 - 0               | AS Red Star 93         | Division 2 (D2)    | Gagny            |
| Division 3 (D3) | FC Rouen                     | 1 - 0               | USM Senlis             | Division 4 (D4)    | Creil            |
| DH (D5)         | AS Loison-sous-Lens          | 1 - 0               | AS Poissy              | Division 4 (D4)    | Avion            |
| Division 2 (D2) | FC Gueugnon                  | 1 - 1 a.p., 4-3 tab | AS Beauvais            | Division 2 (D2)    | Bar-le-Duc       |
| Division 2 (D2) | SM Caen                      | 1 - 0               | US Dunkerque           | Division 2 (D2)    | Pavilly          |
| Division 4 (D4) | FC Périgueux                 | 1 - 0               | UMS Montélimar         | DH (D5)            | Valence          |
| DH (D5)         | US Baume-les-Dames           | 1 - 0               | CO Saint-Dizier        | Division 2 (D2)    | Besançon         |
| Division 2 (D2) | FC Martigues                 | 3 - 0               | AS Muret               | Division 3 (D3)    | Saint-Gaudens    |
| Division 1 (D1) | Stade rennais FC             | 4 - 3               | CA Mantes-la-Ville     | DH (D5)            | Versailles       |
| Division 1 (D1) | AS Saint-Étienne             | 1 - 0               | Stade ruthénois        | Division 3 (D3)    | Albi             |
| Division 2 (D2) | RC Strasbourg                | 3 - 1               | JA Trenelle            | DH Martinique (D5) | Saint-Ouen       |
| Division 2 (D2) | CS Thonon-les-Bains          | 1 - 0               | AS Sarreguemines       | Division 3 (D3)    | Forbach          |
| Division 4 (D4) | UCK Vannes                   | 1 - 1 a.p., 8-7 tab | US Concarneau          | Division 4 (D4)    | Lorient          |
| Division 2 (D2) | Olympique lyonnais           | 5 - 1               | AS Moulins             | Division 4 (D4)    | Clermont-Ferrand |
| Division 2 (D2) | Olympique d'Alès-en-Cévennes | 3 - 1               | EP Manosque            |                    | Digne-les-Bains  |
| Division 2 (D2) | Angers SCO                   | 1 - 0               | CS Alençon             | Division 4 (D4)    | La Ferté Macé    |

### Seizièmes de finale
| Division        | Club                         | Aller | Total  | Retour | Club                     | Division        |
| --------------- | ---------------------------- | ----- | ------ | ------ | ------------------------ | --------------- |
| Division 1 (D1) | AS Monaco FC                 | 2 - 0 | 5 - 0  | 3 - 0  | OGC Nice                 | Division 1 (D1) |
| Division 1 (D1) | Stade rennais FC             | 1 - 1 | 4 - 6  | 3 - 5  | Stade lavallois          | Division 1 (D1) |
| Division 1 (D1) | AS Saint-Étienne             | 1 - 0 | 1 - 2  | 0 - 2  | FC Martigues             | Division 2 (D2) |
| Division 1 (D1) | Olympique de Marseille       | 1 - 0 | 1 - 0  | 0 - 0  | AS Cannes                | Division 2 (D2) |
| Division 1 (D1) | Lille OSC                    | 2 - 1 | 2 - 1  | 0 - 0  | SEC Bastia               | Division 2 (D2) |
| Division 1 (D1) | Paris Saint-Germain FC       | 0 - 0 | 0 - 1  | 0 - 1  | RC Strasbourg            | Division 2 (D2) |
| Division 1 (D1) | Toulouse FC                  | 1 - 0 | 2 - 1  | 1 - 1  | SM Caen                  | Division 2 (D2) |
| Division 2 (D2) | FC Gueugnon                  | 0 - 0 | 1 - 3  | 1 - 3  | FC Girondins de Bordeaux | Division 1 (D1) |
| Division 3 (D3) | FC Rouen                     | 0 - 0 | 1 - 2  | 1 - 2  | RC Lens                  | Division 1 (D1) |
| Division 4 (D4) | UCK Vannes                   | 1 - 1 | 1 - 4  | 0 - 3  | Brest Armorique FC       | Division 1 (D1) |
| DH (D5)         | US Baume-les-Dames           | 0 - 5 | 0 - 10 | 0 - 5  | AJ Auxerre               | Division 1 (D1) |
| Division 2 (D2) | FC Mulhouse 1893             | 0 - 2 | 0 - 3  | 0 - 1  | Stade de Reims           | Division 2 (D2) |
| Division 2 (D2) | Olympique d'Alès-en-Cévennes | 1 - 0 | 1 - 0  | 0 - 0  | CS Thonon-les-Bains      | Division 2 (D2) |
| Division 2 (D2) | Angers SCO                   | 2 - 3 | 4 - 6  | 2 - 3  | Olympique lyonnais       | Division 2 (D2) |
| Division 2 (D2) | AEP Le Bourg-sous-la-Roche   | 0 - 0 | 1 - 3  | 1 - 3  | FC Tours                 | Division 2 (D2) |
| DH (D5)         | AS Loison-sous-Lens          | 3 - 1 | 3 - 4  | 0 - 3  | FC Périgueux             | Division 4 (D4) |

### Huitièmes de finale
| Division        | Club                         | Aller | Total | Retour | Club               | Division        |
| --------------- | ---------------------------- | ----- | ----- | ------ | ------------------ | --------------- |
| Division 1 (D1) | Stade lavallois              | 0 - 1 | 2 - 2 | 2 - 1  | Brest Armorique FC | Division 1 (D1) |
| Division 1 (D1) | Lille OSC                    | 3 - 0 | 5 - 3 | 2 - 2  | AJ Auxerre         | Division 1 (D1) |
| Division 1 (D1) | FC Girondins de Bordeaux     | 2 - 0 | 3 - 2 | 1 - 2  | AS Monaco FC       | Division 1 (D1) |
| Division 1 (D1) | Olympique de Marseille       | 3 - 0 | 5 - 2 | 2 - 2  | Olympique lyonnais | Division 2 (D2) |
| Division 2 (D2) | RC Strasbourg                | 2 - 1 | 5 - 3 | 3 - 2  | Toulouse FC        | Division 1 (D1) |
| Division 4 (D4) | FC Périgueux                 | 0 - 4 | 2 - 8 | 2 - 4  | RC Lens            | Division 1 (D1) |
| Division 2 (D2) | FC Martigues                 | 1 - 0 | 1 - 2 | 0 - 2  | Stade de Reims     | Division 2 (D2) |
| Division 2 (D2) | Olympique d'Alès-en-Cévennes | 3 - 1 | 3 - 2 | 0 - 1  | FC Tours           | Division 2 (D2) |

### Quarts de finale
| Division        | Club                         | Aller | Total | Retour         | Club                   | Division        |
| --------------- | ---------------------------- | ----- | ----- | -------------- | ---------------------- | --------------- |
| Division 1 (D1) | RC Lens                      | 0 - 1 | 0 - 1 | 0 - 0          | Olympique de Marseille | Division 1 (D1) |
| Division 1 (D1) | FC Girondins de Bordeaux     | 3 - 1 | 4 - 3 | 1 - 2          | Lille OSC              | Division 1 (D1) |
| Division 1 (D1) | Stade lavallois              | 1 - 0 | 1 - 1 | 0 - 1, 3-4 tab | Stade de Reims         | Division 2 (D2) |
| Division 2 (D2) | Olympique d'Alès-en-Cévennes | 2 - 0 | 2 - 1 | 0 - 1          | RC Strasbourg          | Division 2 (D2) |

### Demi-finales
| Division        | Club                         | Aller | Total | Retour | Club                     | Division        |
| --------------- | ---------------------------- | ----- | ----- | ------ | ------------------------ | --------------- |
| Division 1 (D1) | Olympique de Marseille       | 2 - 0 | 7 - 1 | 5 - 1  | Stade de Reims           | Division 2 (D2) |
| Division 2 (D2) | Olympique d'Alès-en-Cévennes | 2 - 2 | 2 - 2 | 0 - 0  | FC Girondins de Bordeaux | Division 1 (D1) |

### Finale
Les Girondins de Bordeaux l'emportent 2-0 face à l'Olympique de Marseille au Parc des Princes, et pour la deuxième fois d'affilée à ce stade de la compétition.
| 10 juin 1987              | FC Girondins de Bordeaux  | 2 - 0   | Olympique de Marseille | Parc des Princes, France                                              |                                                                       |
| Historique des rencontres | Fargeon 14e · Vujović 88e | (1 - 0) |                        | Spectateurs : 45 145 · Arbitrage : Michel Vautrot · Photos du match · | Spectateurs : 45 145 · Arbitrage : Michel Vautrot · Photos du match · |
| Historique des rencontres | Rapport                   |         |                        | Spectateurs : 45 145 · Arbitrage : Michel Vautrot · Photos du match · | Spectateurs : 45 145 · Arbitrage : Michel Vautrot · Photos du match · |

| Bordeaux | Marseille |

|               | Gardien de but | Dominique Dropsy          |  |  |  |
|               | D              | Jean-Christophe Thouvenel |  |  |  |
|               | D              | Léonard Specht            |  |  |  |
|               | D              | Alain Roche               |  |  |  |
|               | D              | Zoran Vujović             |  |  |  |
|               | M              | René Girard               |  |  |  |
|               | M              | Jean Tigana               |  |  |  |
|               | M              | José Touré                |  |  |  |
|               | M              | Jean-Marc Ferreri         |  |  |  |
|               | A              | Philippe Fargeon          |  |  |  |
|               | A              | Zlatko Vujović            |  |  |  |
| Remplaçants : |                |                           |  |  |  |
| Entraîneur :  |                |                           |  |  |  |
|               | Aimé Jacquet   |                           |  |  |  |

|               | Gardien de but | Joseph-Antoine Bell    |  |     |  |
|               | D              | Christophe Galtier     |  | 89e |  |
|               | D              | Karl-Heinz Förster     |  |     |  |
|               | D              | Jean-François Domergue |  |     |  |
|               | D              | Jean-Pierre Bade       |  |     |  |
|               | M              | Franck Passi           |  |     |  |
|               | M              | Thierry Laurey         |  | 46e |  |
|               | M              | Blaž Slišković         |  |     |  |
|               | M              | Alain Giresse          |  |     |  |
|               | A              | Abdoulaye Diallo       |  |     |  |
|               | A              | Jean-Pierre Papin      |  |     |  |
| Remplaçants : |                |                        |  |     |  |
|               | A              | Patrick Cubaynes       |  | 89e |  |
|               | M              | Bernard Genghini       |  | 46e |  |
| Entraîneur :  |                |                        |  |     |  |
|               | Gérard Banide  |                        |  |     |  |